# Malpighia polytricha
Malpighia polytricha är en tvåhjärtbladig växtart. Malpighia polytricha ingår i släktet Malpighia och familjen Malpighiaceae.

## Underarter
Arten delas in i följande underarter:
- M. p. parvifolia
- M. p. polytricha
- M. p. vivaldiana